# Gramática cognitiva
Gramática cognitiva é uma abordagem cognitiva da linguagem desenvolvida por Ronald Langacker que considera que as unidades básicas da linguagem são símbolos ou pares convencionais de uma estrutura semântica com representação fonológica. A gramática consiste em como essas unidades podem ser combinadas para gerar frases mais longas, que são também pareamentos de semântica e fonologia. Os aspectos semânticos são modelados como esquemas gráficos ao invés de proposições, e por causa da ligação íntima com a representação, cada uma delas pode invocar a outra. 
Como a gramática construcionista (concebida por Charles Fillmore e posteriormente desenvolvida por Adele Goldberg, aluna de Langacker), e diferentemente de muitas das teorias linguísticas dominantes, a gramática cognitiva estende a noção de unidades simbólicas para a gramática das línguas. Langacker presume, além disso, que as estruturas linguísticas são motivadas por processos cognitivos generalizados. Ao formular sua teoria, ele faz uso extensivo de princípios da psicologia gestalt e traça analogias entre a estrutura linguística e aspectos da percepção visual.